# Alexander Alexandrowitsch Murski
Alexander Alexandrowitsch Murski (russisch Александр Александрович Мурский; * 1. November 1869 in Sankt Petersburg, Russisches Kaiserreich; † April 1943 in Toulouse, Frankreich) war ein russischer Schauspieler.

## Leben und Wirken
Murski spielte bereits seit dem ausgehenden 19. Jahrhundert an überwiegend kleinen russischen Bühnen. Von 1901 bis 1903 ist er an Moskaus Maly-Theater nachweisbar. Infolge der Revolutionswirren 1917 kam Murski mit einem Tross zahlreicher anderer zaristischer Bühnenkünstler nach Deutschland. Im Februar 1922 ging er mit einer russischen Theatertruppe auf Tournee mit Ferenc Molnárs Der Teufel und gelangte so erstmals nach Frankreich (Paris).
Zur selben Zeit begann Murski im Berlin der frühen 20er Jahren intensiv zu filmen. Erfolge feierte er vor allem in Rollen als Honoratior und Respektsperson: Er war 1925 ein Richter in Die Insel der Träume, 1926 ein Oberstaatsanwalt in Staatsanwalt Jordan, 1927 ein Ministerpräsident in Die Geliebte des Gouverneurs, 1928 ein Direktor in Zwei rote Rosen sowie 1929 ein Bankier in Die Flucht in die Fremdenlegion und Sir Charles Baskerville in Der Hund von Baskerville. Häufig setzte man Murski aber auch als Russen in literarischen, dramatischen und historischen Stoffen ein, etwa wie in Pique Dame, Rasputins Liebesabenteuer, Spielereien einer Kaiserin, Der weiße Teufel, So lang‘ noch ein Walzer vom Strauß erklingt, Im Geheimdienst, Der Fall des Generalstabs-Oberst Redl und Das Flötenkonzert von Sans-souci.
Von den Nationalsozialisten als Volljude disqualifiziert, floh Murski infolge Hitlers Machtantritt nach Frankreich, wo er seit 1939 wieder in Paris nachweisbar ist. Im selben Jahr wurde er mehrfach in Aufführungen exilrussischer Theaterschaffender eingesetzt und inszenierte auch Stücke, so etwa Alexander Nikolajewitsch Ostrowskis Wölfe und Schafe. Noch bis März 1940 sind Murskis künstlerische Aktivitäten im Rahmen sogenannter kreativer Abende im Kreise exilrussischer Kulturveranstaltungen, abgehalten im Russischen Konservatorium, in Paris nachweisbar.
Mit dem Einmarsch deutscher Truppen in Frankreich ist er vermutlich abgetaucht. Alexander Murski starb 1943 im südfranzösischen Toulouse.

## Filmografie
| - 1923: Im Schatten der Moschee - 1923: Zaida, die Tragödie eines Modells - 1924: Michael - 1924: Komödie des Herzens - 1924: Zwei Kinder - 1925: Die Insel der Träume - 1925: Die Prinzessin und der Geiger - 1925: Die freudlose Gasse - 1925: Die gefundene Braut - 1925: Das Fräulein vom Amt - 1925: Der Kampf gegen Berlin - 1926: Herrn Filip Collins Abenteuer - 1926: Liebe macht blind - 1926: Sein größter Fall - 1926: Staatsanwalt Jordan - 1926: Dagfin - 1926: Der Sohn des Hannibal - 1927: Ein Mordsmädel - 1927: Mata Hari - 1927: Die Lindenwirtin am Rhein - 1927: Gehetzte Frauen - 1927: Pique Dame - 1927: Die heilige Lüge - 1927: Draga Maschin - 1927: Heimweh - 1927: Die berühmte Frau - 1927: Der falsche Prinz - 1927: Die Geliebte des Gouverneurs - 1927: Die glühende Gasse | - 1928: Parisiskor - 1928: Luther – Ein Film der deutschen Reformation - 1928: Die geheime Macht - 1928: Manege - 1928: Zwei rote Rosen - 1928: Eva in Seide - 1928: Rasputins Liebesabenteuer - 1928: Die Republik der Backfische - 1929: Der Mann mit dem Laubfrosch - 1929: Fräulein Else - 1929: Die Zirkusprinzessin - 1929: Der Leutnant Ihrer Majestät - 1929: Flucht in die Fremdenlegion - 1929: Der Mann, der nicht liebt - 1929: Der Hund von Baskerville - 1929: Es flüstert die Nacht … - 1929: Der Günstling von Schönbrunn - 1930: Spielereien einer Kaiserin - 1930: Der weiße Teufel - 1930: Mein Herz gehört Dir… - 1930: Cyankali - 1930: Die Jagd nach dem Glück - 1930: Das Flötenkonzert von Sans-souci - 1930: Der Fall des Generalstabs-Oberst Redl - 1931: Im Geheimdienst - 1931: Der ungetreue Eckehart - 1931: Jeder fragt nach Erika - 1931: So lang’ noch ein Walzer vom Strauß erklingt - 1932: Rasputin - 1933: Tausend für eine Nacht |